# Auqakuh Vallis
L'Auqakuh Vallis è una struttura geologica della superficie di Marte.